# Llista de topònims de la Selva del Camp
Llista de topònims (noms propis de lloc) del municipi de la Selva del Camp, al Baix Camp
Informació actualitzada per un bot. Els canvis manuals es perdran quan s'actualitzi!

## aqüeducte
| imatge | Nom                               | Ubicat a          | instància de   | Detalls                     | coordenades                                          | Protecció                                  | Commons (més fotos)               | Dades a WD                    |
| ------ | --------------------------------- | ----------------- | -------------- | --------------------------- | ---------------------------------------------------- | ------------------------------------------ | --------------------------------- | ----------------------------- |
|        | El Pont Sec                       | la Selva del Camp | aqüeducte pont | Estil: arquitectura popular | 41° 13′ 40″ N, 1° 06′ 46″ E / 41.22777°N,1.11277°E   | bé integrant del patrimoni cultural català | El Pont Sec                       | Modifica les dades a Wikidata |
|        | els Ponts del Portal de Més Amunt | la Selva del Camp | aqüeducte pont | Estil: arquitectura popular | 41° 12′ 57″ N, 1° 08′ 07″ E / 41.215943°N,1.135258°E | bé cultural d'interès local                | Els Ponts del Portal de Més Amunt | Modifica les dades a Wikidata |

## creu de terme
| imatge | Nom                                 | Ubicat a          | instància de               | Detalls                                  | coordenades | Protecció                                  | Commons (més fotos)                       | Dades a WD                    |
| ------ | ----------------------------------- | ----------------- | -------------------------- | ---------------------------------------- | --- | ------------------------------------------ | ----------------------------------------- | ----------------------------- |
|        | creu de terme Blanca                | la Selva del Camp | creu de terme              | Estil: arquitectura barroca 17th century | 41° 12′ 55″ N, 1° 10′ 07″ E / 41.21538°N,1.16869°E ca:Camí de Sta. Maria de Paretdelgada, actual TV-7223 174 msnm | bé integrant del patrimoni cultural català | Creu de terme Blanca                      | Modifica les dades a Wikidata |
|        | creu de terme coberta               | la Selva del Camp | creu de terme creu coberta | Estil: arquitectura gòtica               | 41° 12′ 58″ N, 1° 08′ 39″ E / 41.216015°N,1.144083°E                                                              | bé integrant del patrimoni cultural català | Creu de terme coberta (la Selva del Camp) | Modifica les dades a Wikidata |
|        | creu de terme del camí de Tarragona | la Selva del Camp | creu de terme              |                                          | 41° 12′ 38″ N, 1° 08′ 26″ E / 41.21048°N,1.14048°E                                                                | bé integrant del patrimoni cultural català | Creu de terme del camí de Tarragona       | Modifica les dades a Wikidata |

## curs d'aigua
| imatge | Nom                | Ubicat a                                                       | instància de | Detalls                     | coordenades                                                                                                  | Protecció | Commons (més fotos)           | Dades a WD                    |
| ------ | ------------------ | -------------------------------------------------------------- | ------------ | --------------------------- | --- | --------- | ----------------------------- | ----------------------------- |
|        | riera de la Boella | Almoster Constantí la Selva del Camp Reus la Canonja Tarragona | curs d'aigua | Desemboca: mar Mediterrània | 41° 08′ 12″ N, 1° 10′ 07″ E / 41.136739°N,1.168608°E                                                         |           | Riera de la Boella            | Modifica les dades a Wikidata |
|        | riera de la Quadra | Almoster la Selva del Camp Reus                                | curs d'aigua |                             | 41° 09′ 59″ N, 1° 08′ 23″ E / 41.1664°N,1.13985°E                                                            |           | Riera de la Quadra            | Modifica les dades a Wikidata |
|        | riera de la Selva  | l'Albiol el Morell Vilallonga del Camp la Selva del Camp       | curs d'aigua | Desemboca: Francolí         | 41° 11′ 48″ N, 1° 13′ 50″ E / 41.196601°N,1.2306076°E 41° 12′ 00″ N, 1° 14′ 00″ E / 41.2°N,1.2333333333333°E |           | Riera de la Selva (Baix Camp) | Modifica les dades a Wikidata |

## edifici
| imatge | Nom             | Ubicat a          | instància de | Detalls                     | coordenades                                                                 | Protecció                   | Commons (més fotos)             | Dades a WD                    |
| ------ | --------------- | ----------------- | ------------ | --------------------------- | --------------------------------------------------------------------------- | --------------------------- | ------------------------------- | ----------------------------- |
|        | Defensa Agrària | la Selva del Camp | edifici      | 1926                        | 41° 12′ 49″ N, 1° 08′ 22″ E / 41.2136°N,1.13956°E ca:Av. Puig i Ferrater, 2 | bé cultural d'interès local | La defensa agrària              | Modifica les dades a Wikidata |
|        | la Resclosa     | la Selva del Camp | edifici      | Estil: arquitectura popular | 41° 13′ 40″ N, 1° 06′ 46″ E / 41.2278°N,1.1129°E                            | bé cultural d'interès local | La Resclosa (la Selva del Camp) | Modifica les dades a Wikidata |

## entitat singular de població
| imatge | Nom               | Ubicat a          | instància de                                   | Detalls  | coordenades                                                       | Protecció | Commons (més fotos) | Dades a WD                    |
| ------ | ----------------- | ----------------- | ---------------------------------------------- | -------- | ----------------------------------------------------------------- | --------- | ------------------- | ----------------------------- |
|        | Paretdelgada      | la Selva del Camp | entitat singular de població                   | 355 hab  | 41° 12′ 47″ N, 1° 10′ 26″ E / 41.21318889°N,1.17388333°E 163 msnm |           | Paretdelgada        | Modifica les dades a Wikidata |
|        | Sant Pere         | la Selva del Camp | entitat singular de població                   | 299 hab  | 41° 13′ 03″ N, 1° 07′ 01″ E / 41.217383°N,1.116981°E 561 msnm     |           |                     | Modifica les dades a Wikidata |
|        | la Selva del Camp | la Selva del Camp | entitat singular de població capital municipal | 5185 hab | 41° 12′ 53″ N, 1° 08′ 20″ E / 41.21484°N,1.13883°E 229 msnm       |           |                     | Modifica les dades a Wikidata |

## església
| imatge | Nom                                            | Ubicat a          | instància de     | Detalls                     | coordenades                                                                 | Protecció                                  | Commons (més fotos)                            | Dades a WD                    |
| ------ | ---------------------------------------------- | ----------------- | ---------------- | --------------------------- | --------------------------------------------------------------------------- | ------------------------------------------ | ---------------------------------------------- | ----------------------------- |
|        | Convent de Sant Rafael                         | la Selva del Camp | església         | Estil: barroc               | 41° 12′ 47″ N, 1° 08′ 10″ E / 41.213°N,1.13619°E                            | bé cultural d'interès local                | Sant Rafael de la Selva del Camp               | Modifica les dades a Wikidata |
|        | Convent de les Claretianes (la Selva del Camp) | la Selva del Camp | església         | Estil: Renaixement          | 41° 12′ 49″ N, 1° 08′ 20″ E / 41.21367°N,1.13888°E                          | bé cultural d'interès local                | Convent de les Claretianes (la Selva del Camp) | Modifica les dades a Wikidata |
|        | Sant Andreu de la Selva del Camp               | la Selva del Camp | església         | Estil: Renaixement          | 41° 12′ 57″ N, 1° 08′ 10″ E / 41.2158°N,1.13613°E ca:Placeta de Sant Andreu | bé cultural d'interès local                | Sant Andreu de la Selva del Camp               | Modifica les dades a Wikidata |
|        | Sant Nicolau                                   | la Selva del Camp | església capella |                             | 41° 12′ 53″ N, 1° 09′ 56″ E / 41.214584°N,1.165633°E 177 msnm               |                                            |                                                | Modifica les dades a Wikidata |
|        | Sant Pere del Puig                             | la Selva del Camp | església ermita  | Estil: arquitectura popular | 41° 13′ 02″ N, 1° 07′ 01″ E / 41.2173°N,1.11697°E                           | bé integrant del patrimoni cultural català | Sant Pere del Puig de la Selva del Camp        | Modifica les dades a Wikidata |
|        | Santa Llúcia i Sant Jaume de la Selva del Camp | la Selva del Camp | església         | Estil: arquitectura gòtica  | 41° 12′ 54″ N, 1° 08′ 21″ E / 41.214949°N,1.13905°E                         | bé cultural d'interès local                | Santa Llúcia i Sant Jaume de la Selva del Camp | Modifica les dades a Wikidata |
|        | Santa Maria de Paretdelgada                    | la Selva del Camp | església ermita  |                             | 41° 12′ 49″ N, 1° 10′ 31″ E / 41.2137°N,1.17539°E                           | bé cultural d'interès local                | Santuari de Paretdelgada                       | Modifica les dades a Wikidata |
|        | església de Sant Pau                           | la Selva del Camp | església         | Estil: gòtic flamíger       | 41° 13′ 02″ N, 1° 08′ 06″ E / 41.21715°N,1.13508°E                          | bé cultural d'interès local                | Sant Pau de la Selva del Camp                  | Modifica les dades a Wikidata |

## granja
| imatge | Nom                 | Ubicat a          | instància de | Detalls | coordenades                                                         | Protecció | Commons (més fotos) | Dades a WD                    |
| ------ | ------------------- | ----------------- | ------------ | ------- | ------------------------------------------------------------------- | --------- | ------------------- | ----------------------------- |
|        | Granges de Salvador | la Selva del Camp | granja       |         | 41° 13′ 15″ N, 1° 10′ 40″ E / 41.2209672422448°N,1.17768428223644°E |           |                     | Modifica les dades a Wikidata |
|        | Granja de Masies    | la Selva del Camp | granja       |         | 41° 13′ 14″ N, 1° 07′ 44″ E / 41.2206164525722°N,1.12886685927552°E |           |                     | Modifica les dades a Wikidata |

## masia
| imatge | Nom                        | Ubicat a          | instància de | Detalls                                          | coordenades                                                                  | Protecció                                  | Commons (més fotos)      | Dades a WD                    |
| ------ | -------------------------- | ----------------- | ------------ | ------------------------------------------------ | ---------------------------------------------------------------------------- | ------------------------------------------ | ------------------------ | ----------------------------- |
|        | Mas Bertran                | la Selva del Camp | masia        |                                                  | 41° 13′ 11″ N, 1° 09′ 51″ E / 41.2198158639466°N,1.16417649496964°E          |                                            |                          | Modifica les dades a Wikidata |
|        | Mas Passamaner             | la Selva del Camp | masia        | Estil: modernisme català arquitectura modernista | 41° 11′ 12″ N, 1° 09′ 36″ E / 41.18665°N,1.15993°E                           | bé integrant del patrimoni cultural català | Mas Passamaner           | Modifica les dades a Wikidata |
|        | Mas d'Alimbau              | la Selva del Camp | masia        | Estil: noucentisme                               | 41° 12′ 46″ N, 1° 05′ 59″ E / 41.212659°N,1.099688°E                         | bé integrant del patrimoni cultural català |                          | Modifica les dades a Wikidata |
|        | Mas d'en Paco Pujalt       | la Selva del Camp | masia        |                                                  | 41° 12′ 21″ N, 1° 07′ 44″ E / 41.205826594237°N,1.12887095057282°E           |                                            |                          | Modifica les dades a Wikidata |
|        | Mas d'en Tallapedra        | la Selva del Camp | masia        |                                                  | 41° 12′ 35″ N, 1° 10′ 20″ E / 41.2096660511552°N,1.17218932767505°E          |                                            |                          | Modifica les dades a Wikidata |
|        | Mas d'en Varrà             | la Selva del Camp | masia        |                                                  | 41° 11′ 51″ N, 1° 07′ 14″ E / 41.197632844696°N,1.1205929553258°E            |                                            |                          | Modifica les dades a Wikidata |
|        | Mas de Barrufet            | la Selva del Camp | masia        |                                                  | 41° 12′ 36″ N, 1° 10′ 25″ E / 41.209904647508°N,1.17360205763457°E           |                                            |                          | Modifica les dades a Wikidata |
|        | Mas de Baró                | la Selva del Camp | masia        |                                                  | 41° 13′ 26″ N, 1° 04′ 42″ E / 41.2240151068136°N,1.07819865887389°E          |                                            |                          | Modifica les dades a Wikidata |
|        | Mas de Belltall            | la Selva del Camp | masia        |                                                  | 41° 11′ 45″ N, 1° 09′ 34″ E / 41.1958512518538°N,1.15933711839546°E          |                                            |                          | Modifica les dades a Wikidata |
|        | Mas de Botjar              | la Selva del Camp | masia        |                                                  | 41° 12′ 21″ N, 1° 10′ 32″ E / 41.2058918296122°N,1.17558618243591°E          |                                            |                          | Modifica les dades a Wikidata |
|        | Mas de Don Benet           | la Selva del Camp | masia        |                                                  | 41° 12′ 43″ N, 1° 09′ 14″ E / 41.211905475546°N,1.15391314179895°E           |                                            |                          | Modifica les dades a Wikidata |
|        | Mas de Fontanals           | la Selva del Camp | masia        |                                                  | 41° 13′ 08″ N, 1° 10′ 17″ E / 41.2187885894221°N,1.17150584627346°E          |                                            |                          | Modifica les dades a Wikidata |
|        | Mas de Maginet             | la Selva del Camp | masia        |                                                  | 41° 12′ 41″ N, 1° 10′ 24″ E / 41.2112873759032°N,1.17332503504254°E          |                                            |                          | Modifica les dades a Wikidata |
|        | Mas de Moixó               | la Selva del Camp | masia        |                                                  | 41° 13′ 54″ N, 1° 06′ 05″ E / 41.2316700549532°N,1.10146731638955°E          |                                            |                          | Modifica les dades a Wikidata |
|        | Mas de Pep Miró            | la Selva del Camp | masia        |                                                  | 41° 11′ 23″ N, 1° 08′ 58″ E / 41.1898307884271°N,1.14956132198951°E          |                                            |                          | Modifica les dades a Wikidata |
|        | Mas de Rifà                | la Selva del Camp | masia        |                                                  | 41° 13′ 56″ N, 1° 06′ 17″ E / 41.2321088693465°N,1.10459259521174°E          |                                            |                          | Modifica les dades a Wikidata |
|        | Mas de Ràfols              | la Selva del Camp | masia        |                                                  | 41° 13′ 31″ N, 1° 09′ 46″ E / 41.225334903047°N,1.1627482850945°E            |                                            |                          | Modifica les dades a Wikidata |
|        | Mas de Sant Josep          | la Selva del Camp | masia        | Estil: arquitectura popular                      | 41° 13′ 43″ N, 1° 05′ 31″ E / 41.22873°N,1.09191°E                           | bé integrant del patrimoni cultural català |                          | Modifica les dades a Wikidata |
|        | Mas de Serra               | la Selva del Camp | masia        | Estil: arquitectura popular                      | 41° 13′ 27″ N, 1° 05′ 03″ E / 41.22404°N,1.08403°E                           | bé cultural d'interès local                |                          | Modifica les dades a Wikidata |
|        | Mas de Xuli                | la Selva del Camp | masia        |                                                  | 41° 11′ 50″ N, 1° 10′ 04″ E / 41.1971739223691°N,1.16771922856344°E          |                                            |                          | Modifica les dades a Wikidata |
|        | Mas de l'Amadeu            | la Selva del Camp | masia        |                                                  | 41° 12′ 27″ N, 1° 10′ 42″ E / 41.2075121563658°N,1.17836787549602°E          |                                            |                          | Modifica les dades a Wikidata |
|        | Mas de l'Apotecari         | la Selva del Camp | masia        |                                                  | 41° 12′ 50″ N, 1° 10′ 23″ E / 41.2140192758368°N,1.17292695294992°E          |                                            |                          | Modifica les dades a Wikidata |
|        | Mas de l'Estelat           | la Selva del Camp | masia        |                                                  | 41° 11′ 08″ N, 1° 09′ 11″ E / 41.1854645425142°N,1.15307042942861°E          |                                            |                          | Modifica les dades a Wikidata |
|        | Mas de l'Hort d'Iglésies   | la Selva del Camp | masia        |                                                  | 41° 12′ 43″ N, 1° 08′ 18″ E / 41.2118183298511°N,1.13843327559084°E 225 msnm |                                            | Mas de l'Hort d'Iglésies | Modifica les dades a Wikidata |
|        | Mas de la Blanca           | la Selva del Camp | masia        |                                                  | 41° 14′ 04″ N, 1° 06′ 30″ E / 41.2343249194339°N,1.10844221999719°E          |                                            |                          | Modifica les dades a Wikidata |
|        | Mas de la Cabrera          | la Selva del Camp | masia        |                                                  | 41° 13′ 44″ N, 1° 05′ 31″ E / 41.2287946221761°N,1.09207741803731°E          |                                            |                          | Modifica les dades a Wikidata |
|        | Mas de la Vinya            | la Selva del Camp | masia        |                                                  | 41° 12′ 01″ N, 1° 09′ 31″ E / 41.2001630995888°N,1.1586080646055°E           |                                            |                          | Modifica les dades a Wikidata |
|        | Mas de les Cabelleres      | la Selva del Camp | masia        |                                                  | 41° 11′ 17″ N, 1° 08′ 54″ E / 41.1880546552837°N,1.14833552998816°E          |                                            |                          | Modifica les dades a Wikidata |
|        | Mas de les Caragoles       | la Selva del Camp | masia        |                                                  | 41° 13′ 53″ N, 1° 06′ 51″ E / 41.2312574338194°N,1.11417418979515°E          |                                            |                          | Modifica les dades a Wikidata |
|        | Mas del Baptista           | la Selva del Camp | masia        |                                                  | 41° 11′ 28″ N, 1° 08′ 41″ E / 41.1911137440376°N,1.14476748468651°E          |                                            |                          | Modifica les dades a Wikidata |
|        | Mas del Colom Nou          | la Selva del Camp | masia        |                                                  | 41° 11′ 08″ N, 1° 09′ 37″ E / 41.1854616026506°N,1.16020049280361°E          |                                            |                          | Modifica les dades a Wikidata |
|        | Mas del Colom Vell         | la Selva del Camp | masia        |                                                  | 41° 11′ 12″ N, 1° 09′ 50″ E / 41.186621187631°N,1.1638312223276°E            |                                            |                          | Modifica les dades a Wikidata |
|        | Mas del Gomà               | la Selva del Camp | masia        |                                                  | 41° 13′ 22″ N, 1° 08′ 19″ E / 41.2228378392977°N,1.13865755003454°E          |                                            |                          | Modifica les dades a Wikidata |
|        | Mas del Llop               | la Selva del Camp | masia        |                                                  | 41° 11′ 22″ N, 1° 08′ 59″ E / 41.1893913538793°N,1.14968101251577°E          |                                            |                          | Modifica les dades a Wikidata |
|        | Mas del Lloret             | la Selva del Camp | masia        |                                                  | 41° 11′ 20″ N, 1° 09′ 05″ E / 41.1889338960669°N,1.1514824463478°E           |                                            |                          | Modifica les dades a Wikidata |
|        | Mas del Mestret            | la Selva del Camp | masia        |                                                  | 41° 12′ 12″ N, 1° 08′ 48″ E / 41.20341°N,1.14663°E                           | bé integrant del patrimoni cultural català |                          | Modifica les dades a Wikidata |
|        | Mas del Metge              | la Selva del Camp | masia        | Estil: noucentisme                               | 41° 13′ 08″ N, 1° 10′ 19″ E / 41.219°N,1.17189°E                             | bé integrant del patrimoni cultural català |                          | Modifica les dades a Wikidata |
|        | Mas del Modest             | la Selva del Camp | masia        |                                                  | 41° 11′ 02″ N, 1° 09′ 19″ E / 41.1839340836091°N,1.15536684808527°E          |                                            |                          | Modifica les dades a Wikidata |
|        | Mas del Polit              | la Selva del Camp | masia        |                                                  | 41° 11′ 09″ N, 1° 09′ 10″ E / 41.1859018783316°N,1.1528196743549°E           |                                            |                          | Modifica les dades a Wikidata |
|        | Mas del Quim de la Moresca | la Selva del Camp | masia        |                                                  | 41° 12′ 15″ N, 1° 08′ 57″ E / 41.2041370990902°N,1.14917015821505°E          |                                            |                          | Modifica les dades a Wikidata |
|        | Mas del Sugranyes          | la Selva del Camp | masia        |                                                  | 41° 12′ 45″ N, 1° 10′ 49″ E / 41.2125052458044°N,1.18026901388413°E          |                                            |                          | Modifica les dades a Wikidata |
|        | Mas del Víctor             | la Selva del Camp | masia        |                                                  | 41° 11′ 10″ N, 1° 09′ 14″ E / 41.18615°N,1.15379°E                           | bé integrant del patrimoni cultural català |                          | Modifica les dades a Wikidata |
|        | Mas dels Casaments         | la Selva del Camp | masia        | Estil: noucentisme                               | 41° 12′ 12″ N, 1° 09′ 40″ E / 41.20337°N,1.16116°E                           | bé integrant del patrimoni cultural català |                          | Modifica les dades a Wikidata |
|        | Mas dels Ous               | la Selva del Camp | masia        |                                                  | 41° 12′ 39″ N, 1° 10′ 29″ E / 41.2108754510645°N,1.17461275816522°E          |                                            |                          | Modifica les dades a Wikidata |
|        | Mas dels Panxos            | la Selva del Camp | masia        |                                                  | 41° 11′ 17″ N, 1° 08′ 46″ E / 41.1879992486129°N,1.14601200955207°E          |                                            |                          | Modifica les dades a Wikidata |
|        | Maset de Boada             | la Selva del Camp | masia        |                                                  | 41° 12′ 43″ N, 1° 10′ 32″ E / 41.2118184804436°N,1.17557654860441°E          |                                            |                          | Modifica les dades a Wikidata |
|        | l'Hort de Ribes            | la Selva del Camp | masia        |                                                  | 41° 12′ 21″ N, 1° 08′ 53″ E / 41.205868192734°N,1.14815529761298°E           |                                            |                          | Modifica les dades a Wikidata |

## molí d'aigua
| imatge | Nom                   | Ubicat a          | instància de | Detalls                     | coordenades | Protecció                                  | Commons (més fotos) | Dades a WD                    |
| ------ | --------------------- | ----------------- | ------------ | --------------------------- | --- | ------------------------------------------ | ------------------- | ----------------------------- |
|        | Molí del Mas de Moixó | la Selva del Camp | molí d'aigua | Estil: arquitectura popular | 41° 13′ 53″ N, 1° 06′ 07″ E / 41.2315°N,1.10198°E                                                                   | bé cultural d'interès local                |                     | Modifica les dades a Wikidata |
|        | Molí del Pont         | la Selva del Camp | molí d'aigua | Estil: arquitectura popular | | bé integrant del patrimoni cultural català |                     | Modifica les dades a Wikidata |
|        | Molí del Rovellat     | la Selva del Camp | molí d'aigua |                             | 41° 12′ 58″ N, 1° 08′ 01″ E / 41.216065°N,1.133598°E ca:Cruïlla camí dels Molins amb camí Vell de la Selva 254 msnm | bé integrant del patrimoni cultural català | Molí del Rovellat   | Modifica les dades a Wikidata |

## muntanya
| imatge | Nom            | Ubicat a                             | instància de | Detalls | coordenades                                                            | Protecció | Commons (més fotos)                       | Dades a WD                    |
| ------ | -------------- | ------------------------------------ | ------------ | ------- | ---------------------------------------------------------------------- | --------- | ----------------------------------------- | ----------------------------- |
|        | Puig d'en Cama | la Selva del Camp                    | muntanya     |         | 41° 13′ 13″ N, 1° 05′ 39″ E / 41.2202617175°N,1.09406719048°E 717 msnm |           | Puig d'en Cama                            | Modifica les dades a Wikidata |
|        | Roca del Moro  | l'Aleixar l'Albiol la Selva del Camp | muntanya     |         | 41° 13′ 45″ N, 1° 04′ 19″ E / 41.22922222°N,1.07190278°E 585.5 msnm    |           |                                           | Modifica les dades a Wikidata |
|        | el Tossal      | la Selva del Camp                    | muntanya     |         | 41° 13′ 56″ N, 1° 07′ 44″ E / 41.23231944°N,1.12879722°E 504 msnm      |           | Tossal de les Forques (la Selva del Camp) | Modifica les dades a Wikidata |

## polígon industrial
| imatge | Nom                           | Ubicat a          | instància de       | Detalls | coordenades                                                         | Protecció | Commons (més fotos) | Dades a WD                    |
| ------ | ----------------------------- | ----------------- | ------------------ | ------- | ------------------------------------------------------------------- | --------- | ------------------- | ----------------------------- |
|        | Polígon industrial Argentària | la Selva del Camp | polígon industrial |         | 41° 13′ 37″ N, 1° 09′ 06″ E / 41.226859255423°N,1.15177446371026°E  |           |                     | Modifica les dades a Wikidata |
|        | Polígon industrial La Drecera | la Selva del Camp | polígon industrial |         | 41° 13′ 00″ N, 1° 09′ 04″ E / 41.2167789413671°N,1.15113982749942°E |           |                     | Modifica les dades a Wikidata |
|        | Polígon industrial Mil·lènium | la Selva del Camp | polígon industrial |         | 41° 13′ 14″ N, 1° 08′ 53″ E / 41.2206205952903°N,1.14806117642607°E |           |                     | Modifica les dades a Wikidata |
|        | Polígon industrial Pedrafita  | la Selva del Camp | polígon industrial |         | 41° 12′ 52″ N, 1° 08′ 54″ E / 41.2145449809849°N,1.14832802462786°E |           |                     | Modifica les dades a Wikidata |
|        | Polígon industrial Silva      | la Selva del Camp | polígon industrial |         | 41° 13′ 26″ N, 1° 09′ 08″ E / 41.2238870479782°N,1.15234731144885°E |           |                     | Modifica les dades a Wikidata |
|        | Polígon industrial Xalamec    | la Selva del Camp | polígon industrial |         | 41° 13′ 26″ N, 1° 08′ 46″ E / 41.2237668521728°N,1.14599200517076°E |           |                     | Modifica les dades a Wikidata |

## relleu
| imatge | Nom                                               | Ubicat a          | instància de | Detalls                                          | coordenades                                                                       | Protecció                                  | Commons (més fotos)                  | Dades a WD                    |
| ------ | ------------------------------------------------- | ----------------- | ------------ | ------------------------------------------------ | --------------------------------------------------------------------------------- | ------------------------------------------ | ------------------------------------ | ----------------------------- |
|        | Escut del Convent de les Claretianes              | la Selva del Camp | relleu       | Estil: arquitectura del Renaixement 16th century | 41° 12′ 50″ N, 1° 08′ 21″ E / 41.21386°N,1.13907°E ca:Pl. Portal d'Avall 231 msnm | bé integrant del patrimoni cultural català | Escut del Convent de les Claretianes | Modifica les dades a Wikidata |
|        | Escut del Santuari de Santa Maria de Paretdelgada | la Selva del Camp | relleu       | Estil: arquitectura del Renaixement              | 41° 12′ 49″ N, 1° 10′ 31″ E / 41.21368°N,1.17517°E                                | bé integrant del patrimoni cultural català | Santuari de Paretdelgada             | Modifica les dades a Wikidata |

## vèrtex geodèsic
| imatge | Nom           | Ubicat a          | instància de    | Detalls   | coordenades                                                       | Protecció | Commons (més fotos) | Dades a WD                    |
| ------ | ------------- | ----------------- | --------------- | --------- | ----------------------------------------------------------------- | --------- | ------------------- | ----------------------------- |
|        | Mas Bertrán   | la Selva del Camp | vèrtex geodèsic |           | 41° 13′ 09″ N, 1° 10′ 19″ E / 41.219089°N,1.171902°E 184.414 msnm |           |                     | Modifica les dades a Wikidata |
|        | Puig d'Encama | la Selva del Camp | vèrtex geodèsic | Alt: 1.2m | 41° 13′ 13″ N, 1° 05′ 39″ E / 41.220255°N,1.094065°E 718.034 msnm |           |                     | Modifica les dades a Wikidata |

## Misc
| imatge | Nom                                  | Ubicat a          | instància de                               | Detalls                                                              | coordenades                                                                        | Protecció                                            | Commons (més fotos)                  | Dades a WD                    |
| ------ | ------------------------------------ | ----------------- | ------------------------------------------ | -------------------------------------------------------------------- | ---------------------------------------------------------------------------------- | ---------------------------------------------------- | ------------------------------------ | ----------------------------- |
|        | Casa de la Vila de la Selva del Camp | la Selva del Camp | casa consistorial                          |                                                                      | 41° 12′ 55″ N, 1° 08′ 13″ E / 41.2152°N,1.13696°E                                  | bé cultural d'interès local                          | Casa de la Vila de la Selva del Camp | Modifica les dades a Wikidata |
|        | Castell de la Selva                  | la Selva del Camp | castell                                    |                                                                      | 41° 12′ 59″ N, 1° 08′ 09″ E / 41.2165°N,1.13583°E ca:Plaça de Sant Andreu 246 msnm | bé d'interès cultural bé cultural d'interès nacional | Castell de la Selva                  | Modifica les dades a Wikidata |
|        | Centre històric de la Selva del Camp | la Selva del Camp | centre històric                            | Estil: arquitectura popular                                          | 41° 12′ 54″ N, 1° 08′ 16″ E / 41.21487°N,1.13769°E                                 | bé cultural d'interès local                          | Centre històric de la Selva del Camp | Modifica les dades a Wikidata |
|        | Estació de la Selva del Camp         | la Selva del Camp | estació de ferrocarril edifici             |                                                                      | 41° 12′ 41″ N, 1° 08′ 39″ E / 41.211394444444°N,1.1440472222222°E                  |                                                      |                                      | Modifica les dades a Wikidata |
|        | Incendi de la Selva del Camp         | la Selva del Camp | incendi forestal de Catalunya esdeveniment | Superfície: 19.71ha                                                  |                                                                                    |                                                      |                                      | Modifica les dades a Wikidata |
|        | Mas de Prats                         | la Selva del Camp | indret                                     |                                                                      | 41° 11′ 41″ N, 1° 10′ 01″ E / 41.1946°N,1.16704°E                                  |                                                      |                                      | Modifica les dades a Wikidata |
|        | Muralla de la Selva del Camp         | la Selva del Camp | muralla urbana                             | 12nd century                                                         | 41° 12′ 58″ N, 1° 08′ 17″ E / 41.2161°N,1.13809°E 239 msnm                         | bé d'interès cultural bé cultural d'interès nacional | Muralla de la Selva del Camp         | Modifica les dades a Wikidata |
|        | Pont Alt                             | la Selva del Camp | pont                                       | Estil: arquitectura popular 14th century Travessa: riera de la Selva | 41° 13′ 33″ N, 1° 06′ 53″ E / 41.2259°N,1.11471°E 290 msnm                         | bé cultural d'interès local                          | Lo Pont Alt (la Selva del Camp)      | Modifica les dades a Wikidata |
|        | Portal d'Avall                       | la Selva del Camp | porta de ciutat                            |                                                                      | 41° 12′ 51″ N, 1° 08′ 21″ E / 41.2142444722616°N,1.13918752310437°E                |                                                      |                                      | Modifica les dades a Wikidata |
|        | Vilars                               | la Selva del Camp | antic assentament                          |                                                                      | 41° 13′ 15″ N, 1° 09′ 56″ E / 41.220873°N,1.165645°E                               |                                                      |                                      | Modifica les dades a Wikidata |
|        | Vil·la romana de Paretdelgada        | la Selva del Camp | jaciment arqueològic romà vil·la romana    |                                                                      | 41° 12′ 50″ N, 1° 10′ 32″ E / 41.21381°N,1.175432°E                                |                                                      |                                      | Modifica les dades a Wikidata |
|        | camí del Rec                         | la Selva del Camp | camí                                       |                                                                      | 41° 13′ 00″ N, 1° 07′ 51″ E / 41.216785°N,1.130964°E                               |                                                      | Camí del Rec                         | Modifica les dades a Wikidata |
|        | cementiri de la Selva del Camp       | la Selva del Camp | cementiri                                  |                                                                      | 41° 13′ 00″ N, 1° 08′ 10″ E / 41.216648°N,1.1362°E                                 |                                                      | Cementiri de la Selva del Camp       | Modifica les dades a Wikidata |